# Hemithyrsocera palliata
Hemithyrsocera palliata är en kackerlacksart som först beskrevs av Fabricius 1798.  Hemithyrsocera palliata ingår i släktet Hemithyrsocera och familjen småkackerlackor. Inga underarter finns listade i Catalogue of Life.